# Adrian Korczago

Bischof Adrian Korczago

Adrian Korczago (* 9. April 1964 in Zabrze, Polen) ist ein polnischer lutherischer Geistlicher und Bischof der Diözese Cieszyn der Evangelisch-Augsburgischen Kirche in Polen.

## Leben
Nach seinem Studium an der Christlichen Theologischen Akademie in Warschau wurde er am 22. Januar 1989 in Zabrze ordiniert. Am Tag seiner Ordination wurde er Vikar in Ustroń. Er beteiligte sich am Aufbau der Gemeinde in Bładnice, im Jahr 2000 wurde er ihr erster Pfarrer.
Seit 1991 unterrichtet Adrian Korczago an der Christlichen Theologischen Akademie Seelsorge, Homiletik und pastorale Beziehungen. An der Zweigstelle der Universität Schlesien in Cieszyn leitete er auch Kurse in Katechetik, katechetischer Methodik und Liturgie für Studenten der Pädagogik mit Spezialisierung auf Religionsunterricht.
1995 erhielt er ein Auslandsstipendium an der Universität Bonn. Im Jahr 2004 wurde er zum Doktor der Evangelischen Theologie promoviert. Er ist Inhaber des Lehrstuhls für Evangelische Praktische Theologie (Sektion für Evangelische Theologie) an der Christlichen Theologischen Akademie in Warschau.
Ab 2002 war Adrian Korczago Mitglied der Synode der Evangelisch-Augsburgischen Kirche in Polen und Vorsitzender der Synodenkommission für christliche Unterweisung, Erziehung und pastorale Angelegenheiten. Er war Mitglied des Konsistorialprüfungsausschusses der Kirche und in den Jahren 2011 bis 2015 war er Generalvisitator für Angelegenheiten der Kirchenlehre.
Seit 2007 ist er Direktor des Pastoralinstituts der Evangelisch-Augsburgischen Kirche in Polen und seit 2008 geistlicher Begleiter der lutherischen Studenten an der Christlichen Theologischen Akademie. Von 2008 bis 2015 war er stellvertretender Vorsitzender der Weltorganisation für interkulturelle Pastoralpflege und -beratung. Von 2010 bis 2015 war er Präsident der Gesellschaft für Beratung und Seelsorge in Polen (TPiPP).
Die Synode der Diözese Cieszyn wählte Adrian Korczago auf der Sitzung am 21. November 2015 in Bielsko als Nachfolger von Bischof Paweł Anweiler an die Spitze der Diözese. Am Epiphaniastag, den 6. Januar 2016, wurde er in der Jesuskirche durch den Leitenden Bischof Jerzy Samiec in das Amt des Bischofs der Diözese Cieszyn eingeführt. Seine Amtszeit als Bischof von Cieszyn umfasst die Jahre 2016 bis 2026.
Bischof Adrian Korczago ist verheiratet und hat eine erwachsene Tochter.

## Veröffentlichungen (Auswahl)
- Hrsg. mit Helmut Weiß: Duszpasterstwo profetyczne – Prophetische Seelsorge. Wydawnictwo Augustana, Bielsko-Biała 2012, ISBN 978-83-62109-19-7 (polnisch, deutsch).
- Ewangelicy w Zabrzu. Zabrze 2013, ISBN 978-83-937448-0-0 (polnisch).
- Rodzice przez duże „R”. Przewodnik po wychowaniu w wierze. Wydawnictwo Augustana, Bielsko-Biała 2016, ISBN 978-83-62109-88-3 (polnisch).